# Aiouea bracteata
Aiouea bracteata é uma espécie vegetal brasileira endêmica das florestas de galeria do cerrado dos estados de São Paulo e Rio de Janeiro.